# Záchlumí (district d'Ústí nad Orlicí)
Pour les articles homonymes, voir Záchlumí.
Záchlumí (en allemand : Sachlum) est une commune du district d'Ústí nad Orlicí, dans la région de Pardubice, en République tchèque. Sa population s'élevait à 766 habitants en 2024.

## Géographie
Záchlumí se trouve à 7 km à l'ouest de Žamberk, à 14 km au nord d'Ústí nad Orlicí, à 44 km à l'est-nord-est de Pardubice et à 139 km à l'est de Prague.
La commune est limitée par Rybná nad Zdobnicí et Slatina nad Zdobnicí au nord, par Helvíkovice à l'est, par Dlouhoňovice au sud-est, par Česká Rybná au sud, et par Potštejn et Vamberk à l'ouest.

## Histoire
La première mention écrite de la localité date de 1365.

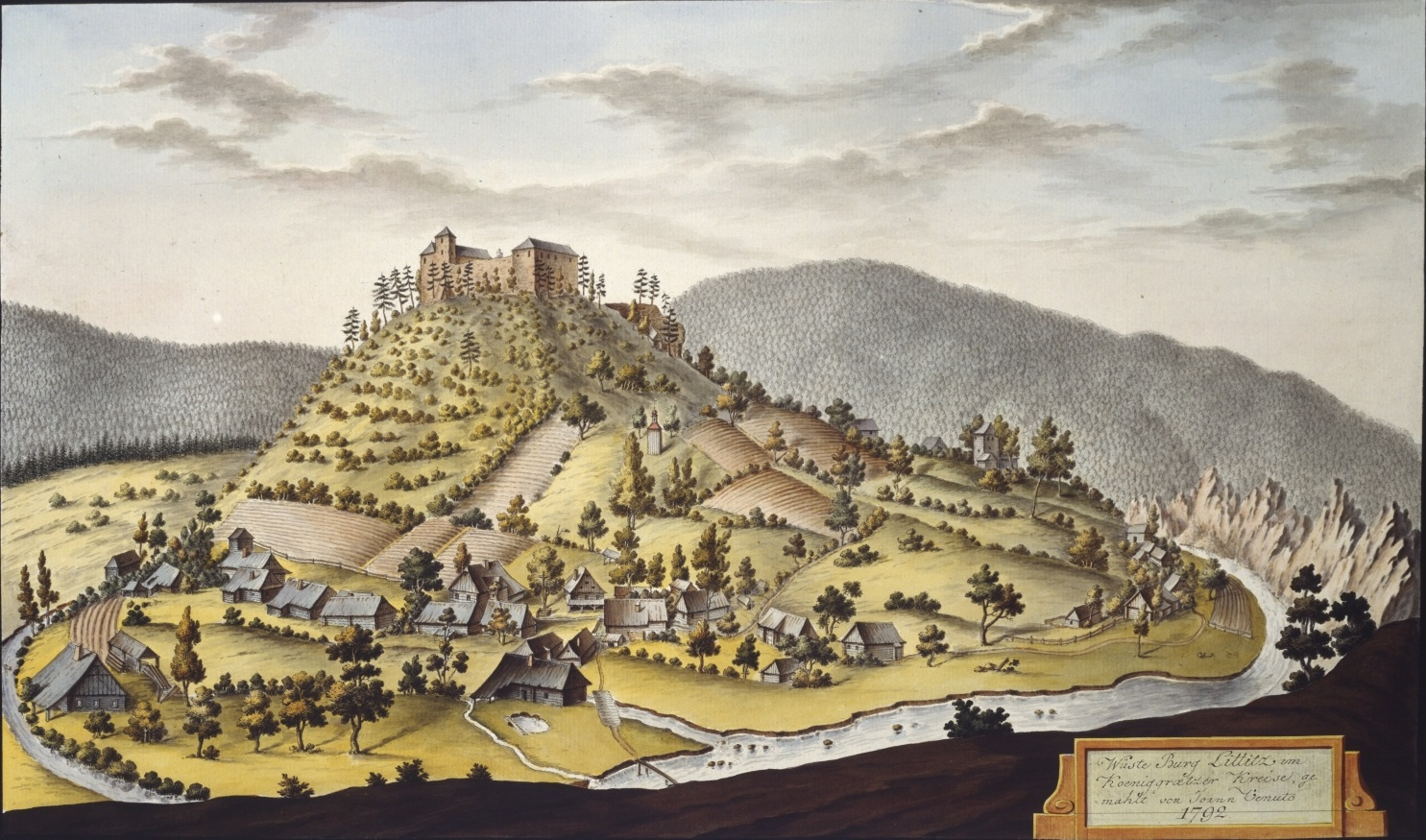
Château de Litice en 1792, par Joann Venuto.
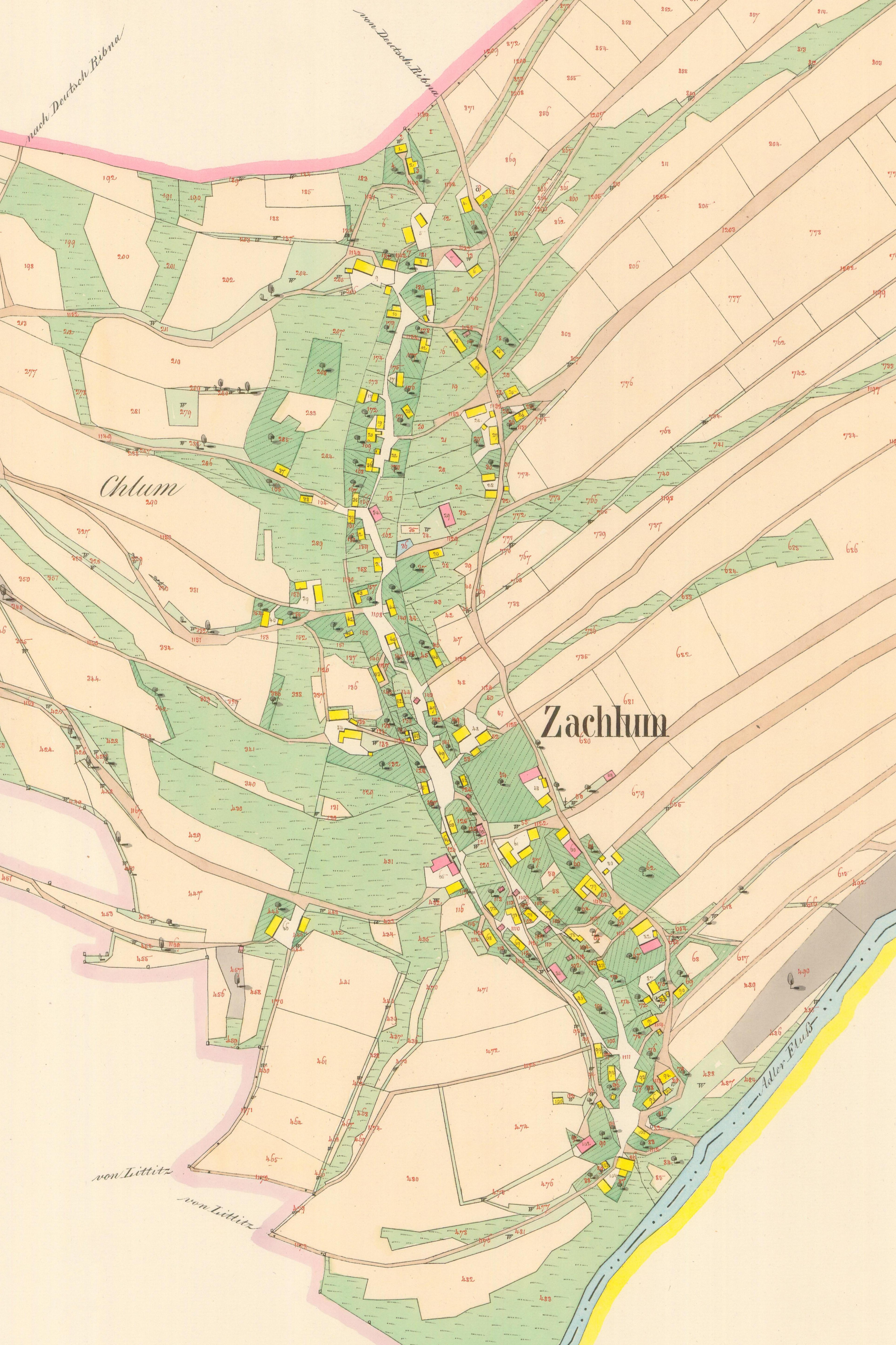
Záchlumí : plan cadastral de 1840 .

## Administration
La commune se compose de trois sections :
- Záchlumí
- Bohousová
- Litice nad Orlicí

## Galerie

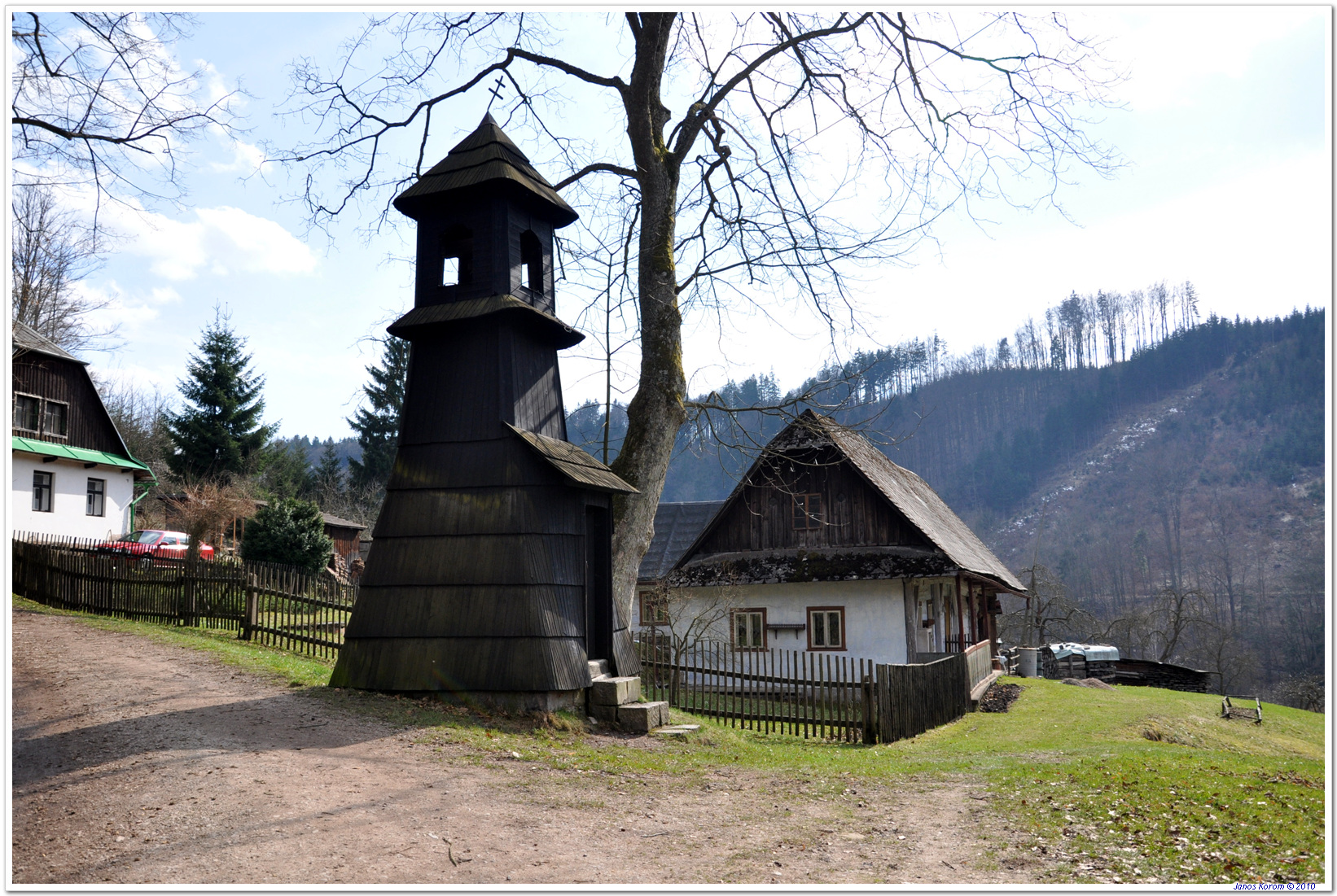
Clocher-tour à Litice.
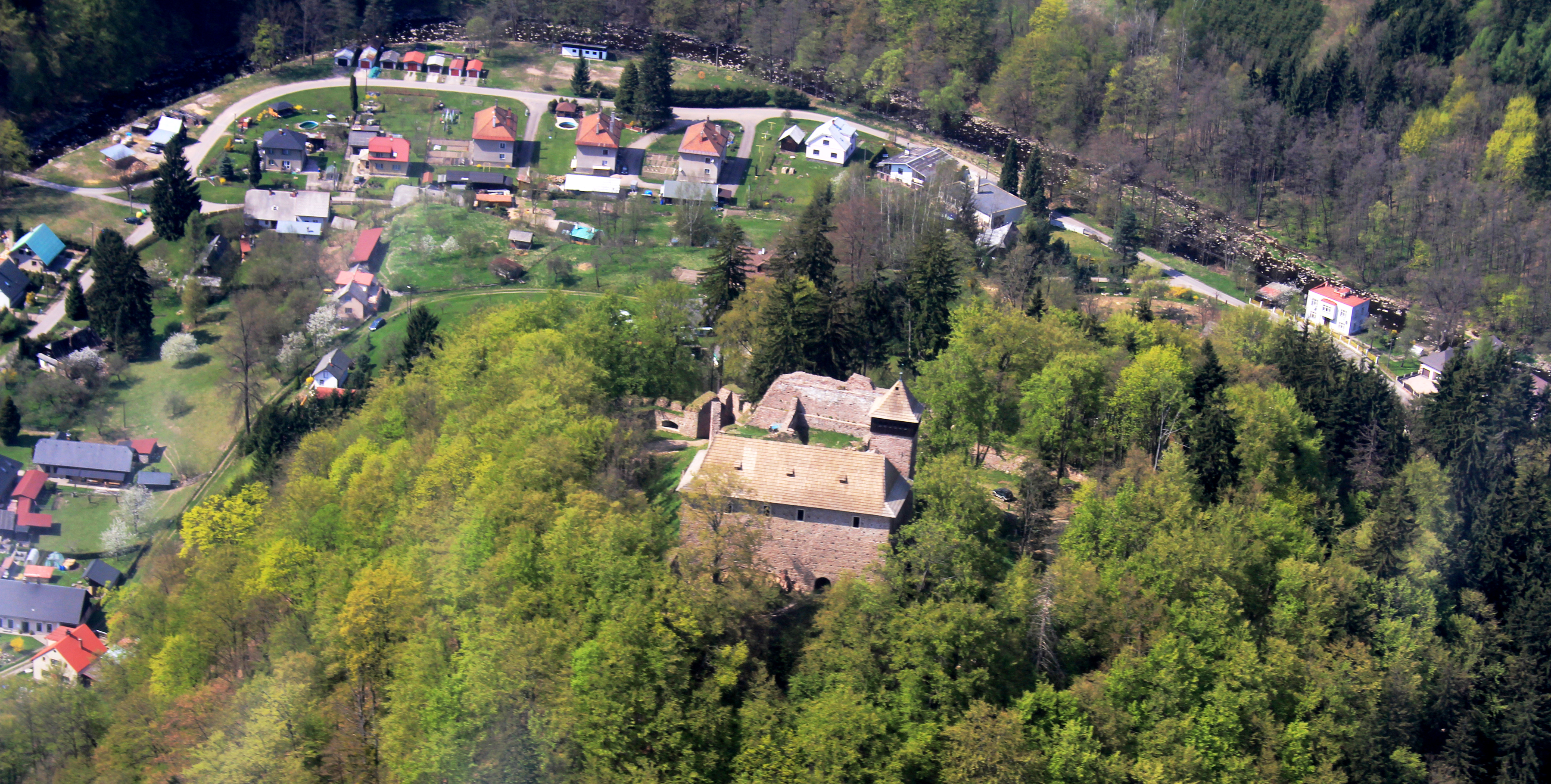
Vue aérienne de Litice.

## Transports
Par la route, Záchlumí trouve à 8,5 km de Žamberk, à 18 km d'Ústí nad Orlicí, à 59 km de Pardubice et à 165 km de Prague. 